# U 432

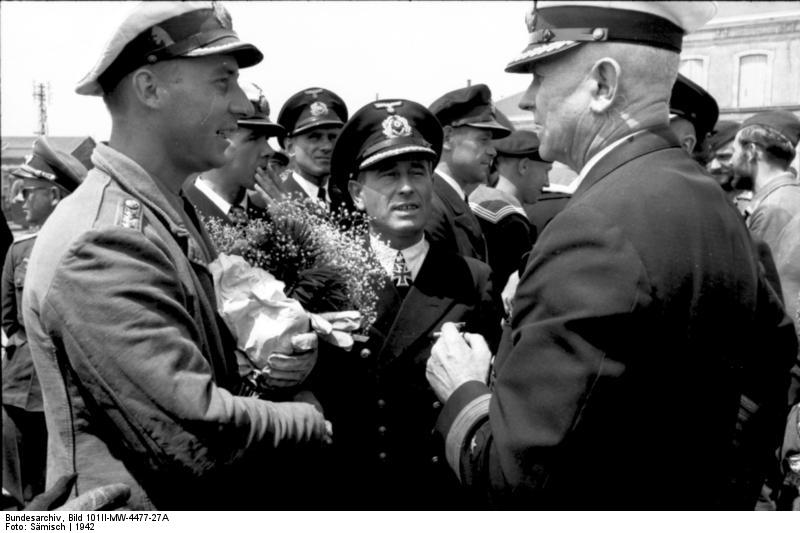
Heinz Otto Schultze im Gespräch mit einem Admiral, 1942

U 432 war ein Unterseeboot des Typs VII C, das von der ehemaligen deutschen Kriegsmarine im Zweiten Weltkrieg eingesetzt wurde.

## Geschichte
U 432 gehörte vom Zeitpunkt der Indienststellung bis zu seiner Versenkung zur 3. U-Flottille. Es war damit eines der sehr wenigen deutschen Boote, die nie die Flottille wechselten.

### Bau und Indienststellung
U 432 wurde am 14. Januar 1940 auf der Werft Schichau in Danzig auf Kiel gelegt. Der Stapellauf erfolgte am 3. Februar 1941 und am 26. April 1941 wurde das Boot unter Kapitänleutnant Heinz-Otto Schultze in Dienst gestellt.
Das Boot gehörte zur 3. U-Flottille. In der Zeit vom 26. April bis zum 1. August diente es als Ausbildungsboot.

### Einsätze
Erstmals lief das Boot von Kiel aus am 30. Juli 1941 zu einer Überführungsfahrt zu einem Marinestützpunkt in Norwegen aus.
Am 25. August 1941 verließ U 432 Trondheim zu seiner ersten Unternehmung. Kommandant Schultze operierte im Nordatlantik und südwestlich von Island. Am 10. September 1941 versenkte er den niederländischen Dampfer Winterswijk. Das Schiff gehörte zum Geleitzug SC 42 und fuhr für die britische Reederei Turnbull, Scott & Co. Der Geleitzug war bei der Kap-Breton-Insel zusammengestellt worden und am 30. August 1941 in Richtung Vereinigtes Königreich aufgebrochen. Die Winterswijk wurde um sieben Uhr morgens getroffen. Zwanzig Besatzungsmitglieder kamen ums Leben. Dreizehn Überlebende wurden von einem Kriegsschiff aufgenommen und ins schottische Gourock am Firth of Clyde gebracht.
Am 19. September 1941 lief U 432 in Brest ein. Bis zu seiner Versenkung war das Boot hier und in weiteren Marinestützpunkten an der nordfranzösischen Atlantikküste stationiert.

### Untergang
Bei der Verfolgung des Konvois HX-228 wurden U 432 und U 444 am 11. März 1943 auf der Position 51° 35′ N, 28° 20′ W im Nordatlantik von dem britischen Zerstörer Harvester und der freifranzösischen Korvette Aconit mit Wasserbomben angegriffen. Nachdem es U 432 gelungen war, die beim Angriff auf U 444 beschädigte Harvester zu versenken, wurde es eine Stunde danach von der Korvette geortet.
Mit Wasserbomben zwang Aconit das U-Boot zum Auftauchen. Sofort nach dem Erscheinen an der Wasseroberfläche deckte sie das U-Boot mit Artillerie- und Maschinenwaffenbeschuss ein. Die U-Boot-Besatzung ging unter dem Feuer der Korvette von Bord, wobei 26 deutsche Seeleute ums Leben kamen. Erst als U 432 nach einem Rammstoß gesunken war, wurden die 20 schiffbrüchigen Seeleute aufgenommen und in britische Gefangenschaft verbracht.